# Friedrich von Kehler

Friedrich von Kehler (1820–1901). Photographie von Leopold Haase & Comp., Berlin. um 1874

Friedrich Karl Albert Hermann von Kehler (* 1. Oktober 1820 in Berlin; † 7. Juni 1901 ebenda) war ein deutscher Politiker der Zentrumspartei. Er spielte eine führende Rolle im katholischen Milieu Berlins.

## Herkunft
Seine Eltern waren der preußische Generalmajor Karl von Kehler (1769–1847) und dessen zweite Ehefrau Amalie Wilhelmine Friederike Juliana Marie Beate Gräfin von Schwerin (1787–1843). Der Abgeordnete Rudolf von Kehler (1827–1919) war sein Bruder.

## Leben
Kehler studierte 1840 bis 1843 Rechtswissenschaften in Berlin und trat danach in den preußischen Verwaltungsdienst ein. Er stieg bis zum Legationsrat im Auswärtigen Amt auf. Er verließ 1866 den Staatsdienst und wurde Verwalter des Besitzes von Boguslaw Fürst von Radziwill.
Bereits 1849 war Kehler in Köln vom Protestantismus zum Katholizismus konvertiert. Er engagierte sich in der Folge im katholischen Vereinswesen und wurde 1853/54 Mitbegründer des Katholischen Lesevereins Berlin (jetzt KStV Askania-Burgundia Berlin), der  Gründungskorporation des KV. Im Jahr 1870 gehörte er zu den Gründern der Zentrumspartei und der katholischen Tageszeitung Germania. Ab 1872 war er Vorsitzender des Aufsichtsrats des Germaniaverlages und nahm zeitweise auch Einfluss auf die Arbeit der Redaktion.
Kehler fungierte als Gründungsmitglied der Zentrumsfraktion im preußischen Abgeordnetenhaus; zwischen 1870 und 1898 gehörte er dem Parlament als Abgeordneter an. In dieser Eigenschaft vertrat er zunächst von 1870 bis 1873 den westpreußischen Wahlkreis Regierungsbezirk Marienwerder 7 (Konitz - Schlochau), danach von 1873 bis 1876 den Wahlkreis Regierungsbezirk Düsseldorf 4 (Stadt- und Landkreis Düsseldorf). In einer Nachwahl am 30. Mai 1877 wurde er im Wahlkreis Regierungsbezirk Köln 4 (Sieg - Mülheim am Rhein - Wipperfürth) erneut in das Abgeordnetenhaus gewählt und vertrat den Wahlkreis bis 1898. Am 29. September 1871 wurde Kehler in einer Ersatzwahl als Abgeordneter des Wahlkreises Düsseldorf 10 Mönchengladbach zum Mitglied des Reichstages gewählt. Er vertrat den Wahlkreis bis 1898, nahm aber trotz seiner langen Zugehörigkeit zum Reichstag nie an Debatten teil.
In Berlin amtierte er als Vorsitzender der dortigen Parteiorganisation des Zentrums. Im Jahr 1872 zählte Friedrich von Kehler zu den Initiatoren des Vereins deutscher Katholiken, lange Zeit gehörte er dem Verwaltungsrat der St. Hedwigs-Kathedrale an und war ab 1875 Vorsitzender des Kirchenvorstandes. Auch verschiedene andere katholische Vereine in Berlin hat er mitbegründet, darunter der Caritasverband. Kehler avancierte schließlich zum  Ehrenvorsitzenden der katholischen Vereine Berlins und starb 80-jährig im St. Hedwig-Krankenhaus der Hauptstadt.
In der Leichenrede nannte ihn der fürstbischöfliche Delegat von Breslau, Prälat Karl Neuber, wegen seiner Wohltätigkeit „die verkörperte Charitas“; der Journalist Fritz Nienkemper sagte am Grab, Friedrich von Kehler sei die Verwirklichung dessen gewesen, was der Apostel Paulus im Korintherbrief über die Liebe schreibe.